# Landgericht Hilpoltstein
Das Landgericht Hilpoltstein war ein von 1803 bis 1879 bestehendes bayerisches Landgericht älterer Ordnung mit Sitz in Hilpoltstein im heutigen Landkreis Roth, das in der ehemaligen Herzoglichen Residenz untergebracht war.

## Geschichte
Im Jahr 1808 wurde es im Verlauf der Verwaltungsneugliederung Bayerns dem Altmühlkreis zugeordnet. Mit dessen Auflösung im Jahr 1810 wurde es zunächst dem Oberdonaukreis zugewiesen, 1817 dem Rezatkreis und 1838 schließlich der Oberpfalz.
1818 gab es im Landgericht Hilpoltstein 12395 Einwohner, die sich auf 2710 Familien verteilten und in 2454 Anwesen wohnten. Es gab 136 Ortschaften: 2 Städte, 1 Markt, 10 Pfarrdörfer, 14 Kirchdörfer, 42 Dörfer, 19 Weiler und 27 Einöden und 21 Mühlen.

## Lage
Das Landgericht Hilpoltstein grenzte im Westen an das Landgericht Pleinfeld, im Süden an das Landgericht Greding, im Südwesten an das Herrschaftsgericht Ellingen (später Landgericht Weißenburg) und im Osten an die Oberpfalz.

## Struktur

### Steuerdistrikte
Das Landgericht wurde in 14 Steuerdistrikte aufgeteilt, die vom Rentamt Hilpoltstein verwaltet wurden:
- Allersberg mit Dockenmühle, Eisbühl, Eppersdorf, Eulenhof, Härhof, Harrhof, Reckenricht und Reckenstetten;
- Ebenried mit Eismannsdorf, Heblesricht, Lampersdorf, Minettenheim, Realsmühle, Riedersdorf, Schönbrunn, Stockach und Uttenhofen;
- Guggenmühle mit Altenfelden, Appelhof, Birkach, Brunnau, Eichelburg, Fäßleinsberg, Finstermühle, Fischhof, Harrlach, Hasenbruck, Heubühl, Kleehof, Wagnersmühle und Zwiefelhof;
- Heideck mit Höfen, Kreuth, Laffenau, Nächstmühle und Rudletzholz;
- Heuberg mit Altenhofen, Auholz, Aumühle, Göggelsbuch, Grashof, Knabenmühle, Kronmühle, Lösmühle, Lochmühle, Paulusmühle, Polsdorf, Seitzenmühle, Stephansmühle, Stückgut und Weiherhaus;
- Hilpoltstein mit Fuchsmühle, Hofstetten, Löffelhof, Lottershof, Marquardsholz, Schobermühle, Schrötzenhof und Schweizermühle;
- Jahrsdorf mit Eibach, Grauwinkl, Krohenhof, Patersholz, Pierheim, Schafhof und Solar;
- Laibstadt mit Aberzhausen, Kippenwang, Kolbenhof, Ohlangen, Rabenreuth und Reuth;
- Liebenstadt mit Altenheideck, Engelreuth, Haag, Mannholz, Rambach, Roxfeld, Schloßberg, Tautenwind und Walting;
- Meckenhausen mit Federhof, Kauerlach, Rabenhof und Sindersdorf;
- Mischelbach mit Fiegenstall, Göppersdorf, Heinzenmühle, Kemnathen, Kleinweingarten, Niedermauk, Reisach, Röttenbach, Sandsee und Utzenmühle;
- Mörsdorf mit Bischofsholz, Braunshof, Michelbach, Mörlach, Rothenhof, Rumleshof und Schöllnhof;
- Unterrödel mit Fichtenmühle, Lochmühle, Oberrödel, Rothenmühle, Seiboldsmühle, Selingstadt, Tiefenbach, Weihersmühle und Zell;
- Weinsfeld mit Hagenbuch, Heindlhof, Häusern, Holzi, Karm, Lay, Meilenbach, Mindorf, Tandl und Zereshof.

### Ruralgemeinden
1820 gehörten 3 Munizipal- und 42 Ruralgemeinden zum Landgericht:
- Aberzhausen mit Kippenwang und Kolbenhof;
- Allersberg mit Dockenmühle und Harrhof;
- Altenfelden mit Appelhof;
- Birkach mit Eichelburg, Fäßleinsberg, Fischhof, Hasenbruck, Heubühl und Zwiefelhof;
- Ebenried mit  Heblesricht, Realsmühle, Stockach und Uttenhofen;
- Eppersdorf mit Eisbühl, Eulenhof, Hünerhof, Reckenricht und Reckenstetten;
- Fiegenstall mit Göppersdorf und Reisach;
- Göggelsbuch;
- Guggenmühle mit Brunnau, Kleehof und Wagnersmühle;
- Hagenbuch mit Häusern und Holzi;
- Harrlach mit Finstermühle;
- Heideck mit Kreuth und Nächstmühle;
- Heuberg mit Altenhofen, Auholz, Aumühle, , Grashof, Knabenmühle, Kronmühle, Lösmühle, Lochmühle, Paulusmühle, Polsdorf, Seitzenmühle, Stephansmühle, Stückgut und Weiherhaus;
- Hilpoltstein mit Fuchsmühle, Löffelhof, Lottershof, Schobermühle und Schweizermühle;
- Hofstetten mit Marquardsholz und Schrötzenhof;
- Jahrsdorf mit Krohenhof;
- Karm mit Meilenbach;
- Laffenau mit Fichtenmühle, Höfen und Seiboldsmühle;
- Laibstadt;
- Lampersdorf mit Eismannsdorf, Riedersdorf und Schönbrunn;
- Lay mit Tandl;
- Liebenstadt mit Altenheideck, Haag, Rambach und Tautenwind;
- Mannholz;
- Meckenhausen mit Federhof, Kauerlach und Rabenhof;
- Michelbach mit Rothenhof und Rumleshof;
- Mindorf mit Heindlhof und Zereshof;
- Minettenheim;
- Mischelbach mit Heinzenmühle, Kemnathen, Kleinweingarten, Sandsee und Utzenmühle;
- Mörlach mit Bischofsholz;
- Mörsdorf mit Braunshof und Schöllnhof;
- Ohlangen mit Rabenreuth;
- Patersholz mit Eibach;
- Pierheim;
- Reuth;
- Röttenbach mit Niedermauk;
- Rudletzholz;
- Schloßberg;
- Selingstadt;
- Sindersdorf;
- Solar mit Grauwinkl und Schafhof;
- Tiefenbach mit Lochmühle und Oberrödel;
- Unterrödel mit Rothenmühle und Weihersmühle;
- Walting mit Engelreuth und Roxfeld;
- Weinsfeld;
- Zell.